# Coffee Springs

Coffee Springs

Coffee Springs – miasto w południowo-wschodnich Stanach Zjednoczonych, w stanie Alabama, w hrabstwie Geneva. W 2000 roku liczyło 251 mieszkańców.